# Ahmed Barusso

Ahmed Apimah Barusso - em árabe, أحمد أبيماه باروسو (Acra, 26 de dezembro de 1984) - é um futebolista ganês.

## Carreira
Barusso fez parte do elenco da Seleção Ganesa de Futebol na Campeonato Africano das Nações de 2008.

## Títulos
Gana
- Campeonato Africano das Nações: 2008 3º Lugar.